# Кисуса
Кису̀са (на гръцки: Κισσούσα) е село в Кипър, окръг Лимасол. Според статистическата служба на Република Кипър през 2001 г. селото има 4 жители.
Намира се на 2 km южно от Малия.